# 巴黎克羅辛 (印地安納州)
巴黎克羅辛（英語：Paris Crossing）是位於美國印地安納州詹寧斯縣的一個非建制地區。該地的面積和人口皆未知。